# Romusaari (ö i Södra Savolax, S:t Michel, lat 61,55, long 27,15)
Romusaari är en ö i Finland. Den ligger i sjön Saarinen och i kommunen Sankt Michel i den ekonomiska regionen  S:t Michel och landskapet Södra Savolax, i den södra delen av landet, 190 km nordost om huvudstaden Helsingfors. Öns area är 2,9 hektar och dess största längd är 360 meter i sydöst-nordvästlig riktning.